# Комаров, Сергей Михайлович
Сергей Михайлович Комаров (19 сентября (2 октября) 1905, Кувшиново, Тверская губерния, Российская империя — 2 сентября, 1966, Москва, РСФСР) — советский государственный деятель, министр целлюлозной и бумажной промышленности СССР (1947).

## Биография
Родился в семье рабочего. Член ВКП(б) с марта 1926 г.
В 1936 г. окончил курсы института повышения квалификации директоров при Лесотехнической академии в Ленинграде по специальности техник-технолог бумажного производства.
- 1930—1932 гг. — заведующий отделом ЦК профсоюза рабочих бумажной промышленности.
- 1932—1933 гг. — заместитель директора бумажной фабрики им. М.Горького в Ленинграде.
- 1933—1934 гг. — директор бумажной фабрики «Коммунар» в Ленинградской области.
- 1934—1936 гг. — директор бумажной фабрики им. Володарского в Ленинграде.
- 1936—1937 гг. — директор бумажной фабрики им. М.Горького в Ленинграде.
- 1937—1939 гг. — начальник строительства и директор Сульфатстроя в г. Архангельске.
- 1939—1940 гг. — директор Окуловского целлюлозно-бумажного комбината в Ленинградской области.
- 1940—1941 гг. — заместитель заведующего, заведующий отделом лесной и бумажной промышленности Ленинградского обкома ВКП(б).
- 1941—1942 гг. — комиссар тыла ВВС Ленинградского фронта.
- 1942—1943 гг. — комиссар, заместитель командира 15-го отдельного смешанного авиационного полка по политической части Ленинградского фронта.
- 1943—1944 гг. — начальник Главцентробумпрома наркомата бумажной промышленности СССР.
- 1944—1946 гг. — заведующий отделом бумажной промышленности Ленинградского обкома ВКП(б).
- 1946—1947 гг. — заведующий отделом лесной и бумажной промышленности Управления кадров ЦК ВКП(б).
- апрель-декабрь 1947 г. — министр целлюлозно-бумажной промышленности СССР.
- 1947—1950 гг. — заместитель министра бумажной и лесной промышленности СССР.
- 1950—1952 гг. — директор Соликамского целлюлозно-бумажного комбината в г. Боровск Пермской области.
- 1952—1954 гг. — директор Кондровского целлюлозно-бумажного комбината в Калужской области.
- 1954—1957 гг. — начальник Главцеллюлозы министерства бумажной и деревообрабатывающей промышленности СССР.
- 1957—1958 гг. — начальник Главбумсбыта министерства бумажной и деревообрабатывающей промышленности РСФСР.
- 1958—1961 гг. — директор Рузской картонной фабрики в Московской области.

С января 1961 г. персональный пенсионер союзного значения.
Похоронен в Москве на Новодевичьем кладбище.
Награждён орденом Отечественной войны 2-й степени.